# Ja'Marr Chase
Pour les articles homonymes, voir Chase.
(en) Statistiques sur pro-football-reference
Ja'Marr Anthony Chase, né le 1er mars 2000 à Harvey en Louisiane, est un sportif professionnel américain de football américain jouant au poste de wide receiver dans la National Football League (NFL) pour la franchise des Bengals de Cincinnati depuis la saison 2021.
Il a joué au niveau universitaire pour les Tigers de l'université d'État de Louisiane (2018-2020) au sein de la NCAA Division I FBS avant d'être sélectionné au cinquième rang de la draft 2021 de la NFL par les Bengals de Cincinnati. 
Chez les Bengals, il retrouve Joe Burrow, qui était son quarterback à LSU. Il participe au Super Bowl LVI perdu face aux Rams de Los Angeles.

## Biographie

### Carrière universitaire
Dans la saison universitaire 2019, Chase est le meilleur marqueur de touchdowns à la réception avec 20, devant son coéquipier Justin Jefferson, en 84 réceptions et le meilleur au nombre de yards gagnés à la réception avec 1 780. Il remporte le Fred Biletnikoff Award, qui récompense le meilleur wide receiver universitaire, au terme de cette saison.
Un mois avant le début de la saison 2020, Chase informe l'université d'État de Louisiane qu'il décide de ne pas jouer sa troisième année à l'université afin de se concentrer sur sa carrière en NFL. Malgré les rumeurs, sa décision ne serait pas spécifiquement liée à la pandémie de Covid-19, mais plutôt à ses agents qui l'auraient convaincu de partir avant sa troisième saison universitaire, car les règles de la NFL stipulent qu’un joueur peut être éligible à la draft seulement trois ans après avoir quitté le lycée.

### Carrière professionnelle

#### Draft
Chase est sélectionné en cinquième position par la franchise des Bengals de Cincinnati lors de la draft 2021 de la NFL ce qui lui permet de retrouver Joe Burrow, son coéquipier à l'université. Il est le premier joueur dans l'histoire des Bengals à porter le numéro 1. Le 2 juin 2021, il signe un contrat de quatre ans avec les Bengals.

#### 2021
Pour sa première rencontre en NFL, après six cents jours d'inactivité en match officiel, Ja'Marr Chase réussit cinq réceptions pour un gain total de 101 yards et inscrit un touchdown. En janvier 2022, Chase établit un nouveau record du nombre de yards gagnés à la réception par un rookie en une rencontre. Il gagne 266 yards (en 11 réceptions) lors de la rencontre face aux Chiefs de Kansas City, battant le record précédent de 255 yards établi par Jerry Butler. Chase établit aussi un nouveau record du nombre de yards gagnés par un joueur des Bengals, dépassant les 260 yards de Chad Johnson et bat également le record du nombre de yards gagnés à la réception par un rookie. Le record était détenu par son ancien coéquipier chez les Tigers, Justin Jefferson. Même si, depuis la saison 2021, les équipes jouent 17 rencontres en saison régulière contre 16 avant, Chase bat le record de Jefferson en 16 rencontres (1 429 yards contre 1 400). Chase finit la saison avec 1 455 yards. Ces performances lui valent d'être désigné meilleur rookie offensif de l'année.
Les Bengals réalisent une très bonne saison et accèdent au Super Bowl LVI qu'ils perdent 20 à 23 face aux Rams de Los Angeles. Chase devient le premier rookie de l'histoire à réaliser deux matches de série éliminatoire à plus de 100 yards gagnés en réceptions. Avec 368 yards gagnés en réceptions lors d'une série éliminatoire, Chase établit le nouveau record du nombre de yards gagnés en réceptions par un rookie, battant le précédent record de 242 yards établi par Torry Holt. Il est classé par ses pairs 24e du Top 100 des meilleurs joueurs NFL de la saison 2021.

#### 2024
Le 24 avril 2024, les Bengals lèvent l'option de cinquième année du contrat de Chase. Bien que fréquentant les installations de son équipe lors du d'entraînement de l'équipe, Chase ne participe pas aux exercices espérant que les Bengals lui fassent signer une prolongation de contrat. Aucun accord n'est trouvé et Chase commence la saison en tant que receveur titulaire. Il inscrit son premier touchdown de la saison lors en troisième semaine contre les Commanders, terminant le match avec deux touchdowns pour un gain total de 118 yards, son premier match à + de 100 yards de la saison. En cinquième semaine contre les Ravens, il réussit dix réceptions pour 193 yards et deux touchdowns, lors de la défaite 38 à 41. En dixième semaine contre les Ravens, Chase comptabilise 11 réceptions, 264 yards et trois touchdowns lors d'une défaite 34 à 35. Il devient le premier joueur de l'histoire de la NFL à réussir plusieurs matchs à plus de 250 yards en réceptions et au moins deux touchdowns inscrits. En 14e semaine, Chase réussit 14 réceptions pour 177 yards et deux touchdowns pour une victoire 27 à 20 contre les Cowboys, remportant le titre de meilleur joueur offensif de la semaine de l'AFC. Chase remporte la triple couronne 2024 après avoir mené la ligue au nombre de réceptions (127), au nombre de yards gagnés en réceptions (1 708) et au nombre de touchdowns inscrit en réceptions (17).

#### 2025
En mars 2025, Chase signe une prolongation de contrat avec les Bengals portant sur quatre saisons pour un montant de 161 millions de dollars dont 112 sont garantis.

## Statistiques
| Année       | Équipe        | Statut      | MJ |     | Courses | Courses | Courses | Courses |       | Passes réceptionnées | Passes réceptionnées | Passes réceptionnées | Passes réceptionnées |
| Année       | Équipe        | Statut      | MJ | Nb. | Yards   | Moy.    | TD      | Nb.     | Yards | Moy.                 | TD                   |                      |                      |
| 2018        | Tigers de LSU | Fr.         | 13 | 23  | 0 313   | 13,6    | 03      | 0       | 0     | 0,0                  | 0                    |                      |                      |
| 2019        | Tigers de LSU | So.         | 14 | 84  | 1 780   | 21,2    | 20      | 1       | 5     | 5,0                  | 0                    |                      |                      |
| Totaux NCAA | Totaux NCAA   | Totaux NCAA | 27 | 107 | 2093    | 19,6    | 23      | 1       | 5     | 5,0                  | 0                    |                      |                      |

| Année      | Équipe                | MJ |                | Courses        | Courses        | Courses        | Courses        |                | Passes réceptionnées | Passes réceptionnées | Passes réceptionnées | Passes réceptionnées |
| Année      | Équipe                | MJ | Nb.            | Yards          | Moy.           | TD             | Nb.            | Yards          | Moy.                 | TD                   |                      |                      |
| 2021       | Bengals de Cincinnati | 17 | 081            | 1 455          | 18,0           | 13             | 7              | 21             | 03,0                 | 0                    |                      |                      |
| 2022       | Bengals de Cincinnati | 12 | 087            | 1 046          | 12,0           | 09             | 5              | 08             | 01,6                 | 0                    |                      |                      |
| 2023       | Bengals de Cincinnati | 16 | 100            | 1 216          | 12,2           | 07             | 3              | -6             | - 2,0                | 0                    |                      |                      |
| 2024       | Bengals de Cincinnati | 17 | 127            | 1 708          | 13,4           | 17             | 3              | 32             | 10,7                 | 0                    |                      |                      |
| 2025       | Bengals de Cincinnati | ?  | Saison à venir | Saison à venir | Saison à venir | Saison à venir | Saison à venir | Saison à venir | Saison à venir       | Saison à venir       |                      |                      |
| Totaux NFL | Totaux NFL            | 62 | 395            | 5 425          | 13,7           | 46             | 18             | 55             | 3,1                  | 0                    |                      |                      |

| Année      | Équipe                | MJ |     | Courses | Courses | Courses | Courses |       | Passes réceptionnées | Passes réceptionnées | Passes réceptionnées | Passes réceptionnées |
| Année      | Équipe                | MJ | Nb. | Yards   | Moy.    | TD      | Nb.     | Yards | Moy.                 | TD                   |                      |                      |
| 2021       | Bengals de Cincinnati | 4  | 25  | 368     | 14,7    | 1       | 6       | 32    | 5,3                  | 0                    |                      |                      |
| 2022       | Bengals de Cincinnati | 3  | 20  | 220     | 11,0    | 2       | 1       | 03    | 3,0                  | 0                    |                      |                      |
| Totaux NFL | Totaux NFL            | 7  | 45  | 588     | 13,1    | 3       | 7       | 35    | 5,0                  | 0                    |                      |                      |